# シュパイアー条約 (1570年)
1570年のシュパイアー条約 (ドイツ語: Vertrag von Speyer ハンガリー語: Speyeri szerződés) は、第五回シュパイアー帝国議会において、2つに分裂していたハンガリー王国を統合した講和条約。

## 概要
当時ハンガリー西部は王領ハンガリーとしてハプスブルク家のマクシミリアン2世（神聖ローマ皇帝、ハンガリー名ミクシャ1世）が支配しており、東部にはヤーノシュ2世（ヤーノシュ・ジグモンド）が支配する東ハンガリー王国があった。ヤーノシュ2世がハンガリー王位を放棄し、マクシミリアン2世の王位を承認するのに対し、マクシミリアン2世はヤーノシュ2世を「トランシルヴァニア公」として承認し、その領土の存続を認めた。

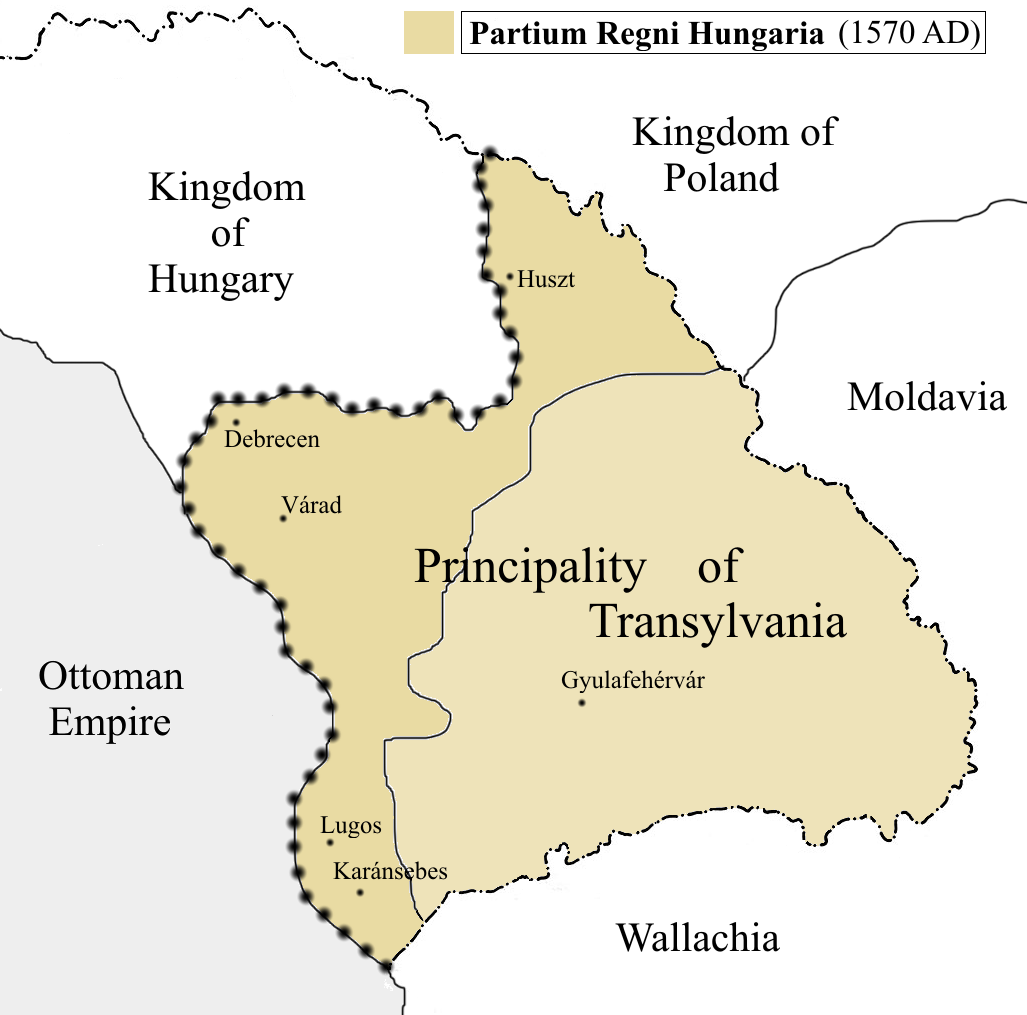
ヤーノシュ2世の領土（1570年）

正式には、ヤーノシュ2世は「トランシルヴァニアおよびハンガリー王国の一部（パルティウム）の君主」（ラテン語: princeps Transsylvaniae et partium regni Hungariae dominus）を名乗ることになった。一般には、トランシルヴァニア公国はハンガリー王国に従属する地位であると認識された。しかし1571年にヤーノシュ2世が死去したのち、ハプスブルク家が支援する候補を退けて公位を継いだバートリ・イシュトヴァーンのもとで、トランシルヴァニア公国は改めてハプスブルク家との繋がりを断ち、オスマン帝国を宗主とする道を選んだ。